# Mare de Déu de l'Erola
Mare de Déu de l'Erola és una obra del municipi de Tordera (Maresme) inclosa en l'Inventari del Patrimoni Arquitectònic de Catalunya.

## Descripció
Es tracta d'una capella de camí situada a 500 m de l'església de Sant Llop d'Hortsavinyà, venint de Sant Pere de Riu i de Vallmanya.
És una capella de petites dimensions amb un senzill oratori per pregar, on hi ha la imatge de la Mare de Déu de l'Erola.
Per l'estil neoclàssic probablement fou aixecada a finals del segle xviii i principis del segle xix.
S'hi celebra un aplec el diumenge de la segona Pasqua.